# 5 milionów influencerek
5 milionów influencerek – drugi singel polskiego rapera Chivasa z jego pierwszego minialbumu, zatytułowanego Lato 2024. Singel został wydany 9 lipca 2024.

## Geneza utworu i historia wydania
Piosenka została napisana i skomponowana przez Krystiana Gierakowskiego, który również odpowiada za produkcję utworu.
Singel ukazał się w formacie digital download 9 lipca 2024 w Polsce wydaniem własnym w dystrybucji Def Jam Recordings i Universal Music Polska. Piosenka została umieszczona na pierwszym minialbumie Chivasa – Lato 2024.

## Teledysk
Do utworu powstał teledysk w reżyserii Bartosza Stankiewicza, który udostępniono 10 lipca 2024 za pośrednictwem serwisu YouTube.

## Lista utworów
- Digital download[2]

1. „5 milionów influencerek” – 2:49

## Notowania

### Pozycje na listach sprzedaży
| Kraj   | Lista (2024)             | Najwyższa pozycja |
| ------ | ------------------------ | ----------------- |
| Polska | OLiS – single w streamie | 55                |